# نصرالله‌گنج
نصرالله‌گنج (به انگلیسی: Nasrullaganj) یک منطقهٔ مسکونی در هند است که در شهرسان سیهور واقع شده‌است.

## خصوصیات
نصرالله‌گنج ۲۳٬۷۸۸ نفر جمعیت دارد.